# Hubert Koch (Künstler)
Hubert Koch (* 1932 in Lauscha – 2010) war ein deutscher Kunstglasbläser, Glasgestalter und Glaskünstler.

## Leben
Nach dem Schulbesuch absolvierte Hubert Koch von 1947 bis 1950 in Lauscha eine Lehre als Kunstglasbläser. 1956 legte er die Meisterprüfung ab. Er war ab 1973 freischaffend in Lauscha tätig, von 1973 bis 1990 als Mitglied des Verbands Bildender Künstler der DDR.
Seit 1977 nahm er mit seinen Werken an zahlreichen Kunstausstellungen im In- und Ausland teil, u. a. von 1977 bis 1988 in Dresden an der VIII. bis X. Kunstausstellung der DDR und 1978 und 1982 in Erfurt an der Quadriennale des Kunsthandwerks sozialistischer Länder.
Seine Werke sind in verschiedenen Museen ausgestellt. Koch war Künstlerischer Leiter der Internationalen Glassymposien in Lauscha 1986 und 1989.
Aus dem breiten Umfeld von Lampenglasbläsern im Thüringer Wald, die Albin Schaedel (1904 – 1999) von der Gestaltung von Tierfiguren ins Gefäß folgten, konnte sich Hubert Koch als einziger von dessen Vorbild wirklich lösen und sich auch im internationalen Vergleich eine höchst eigenständige Formensprache erarbeiten. Seine zarten Gläser, in denen er oft undekorierte Flächen und Anklänge an Naturformen gegenüberstellt, wurden vielfach ausgezeichnet, z. B. auf den Coburger Glaspreisen für Europäische Glaskunst 1977 und 1985. Joachim Kruse, ehemaliger Direktor der Kunstsammlungen der Veste Coburg, fragte in einer Würdigung, ob es übertrieben sei, wenn er Koch bei sich selber den Weltmeister der Lampenglasbläser nennt: „Solche Gläser hat niemand vor ihm gemacht, und sie wird auch keiner nach ihm machen“ (in Hubert Koch – Glas. Wechmar 2002, S. 14).

## Auszeichnungen (Auswahl)
- 1978 Ehrendiplom der II. Quadriennale des Kunsthandwerks sozialistischer Länder
- 1985 Sonderpreis des Coburger Glaspreises für moderne Glasgestaltung in Europa